# オペル RAK

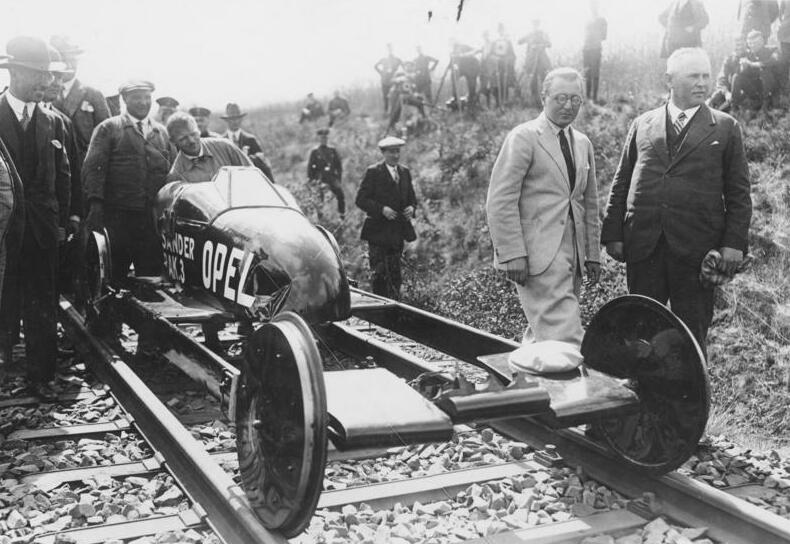
ロケット鉄道車両オペル-Sander Rak.3 1928年6月

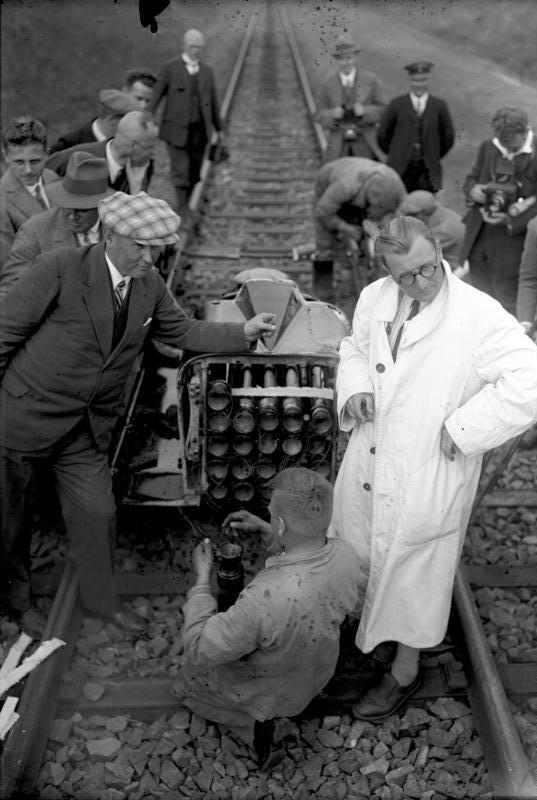
ロケットの積み込み。右がフリッツ・フォン・オペル、左がFriedrich Wilhelm Sander。

オペル-RAKはオペル自動車のフリッツ・フォン・オペルとMax ValierとFriedrich Wilhelm Sander達による協力によって開発された一連のロケット自動車である。
ロケット動力飛行機であるLippisch Enteは1928年6月11日にFritz Stamerの操縦で飛行したがそれ以降の進展は無かった。
- オペル RAK.1 - 1928年3月15日に75 km/h (47 mph)に到達したロケット自動車[2]

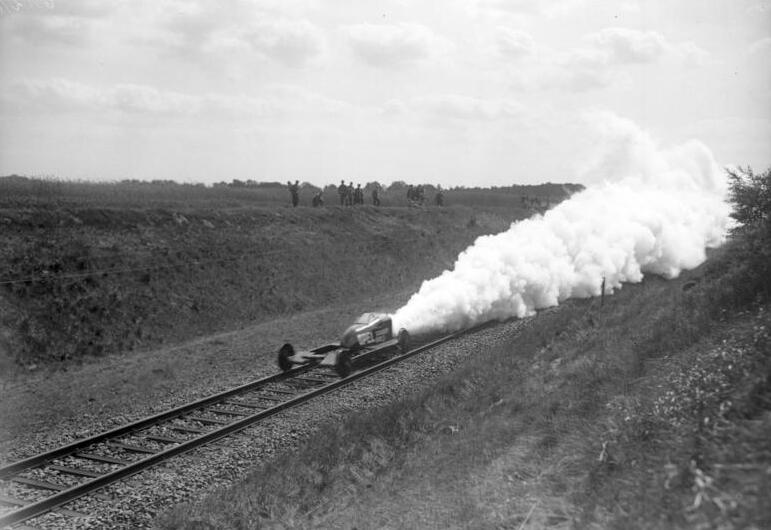
燃焼中のRak.3 ロケット列車

- オペル RAK.2 - 1928年3月23日に24本の固体燃料ロケットで230 km/h (143 mph)に到達したロケット自動車。[2]
- オペル RAK.3 - ロケット列車 (諸説あり254または290 km/hに到達したロケット鉄道車両. 参照: , , , , ) 2回目の走行で脱線して破壊された。
- オペル Rak IV - ロケット列車 軌道上で固体ロケットが爆発して他の全てのロケットも爆発して破壊された。鉄道機構はそれ以上の走行を禁止した。[3]
- オペル RAK.1 - ロケット滑空機 1929年9月30日に飛行

(名称には統一性が無かった).

## 映画での足跡
1937年のドイツ映画Weltraum Schiff I Startet Eine Technische Fantasieには短時間に複数のRAK車両が登場する。: 436 フィート (およそ 04:47)で11秒間、導火線を備えたRak.2 自動車; 447 フィート (およそ 04:58)に2秒間 "RÜCKSTOSS VERSUCHS WAGEN"のラベルが貼られたRAK.2 自動車にMax Valier が着座した映像; 451フィート(およそ 05:00)に2秒間 Fritz von OpelがRAK.2 自動車に着座; 460フィート (およそ 05:06)に11秒間 Fritz Von Opel が1928年5月23日にベルリンのAvus 軌道でRAK.2自動車を運転; 472フィート (05:14)に2秒間 1928年6月23日に鉄道軌道上でSander-Opel RAK.3 ロケット自動車が走行;  475フィート(05:16 to 05:35)19秒 1928年9月にOpel-Sander RAK.1 ロケット滑空機が飛行; 536フィート (05:57 から06:03)に6秒間 Max ValierがRAK.6自動車に座って会話。